# Il giovane Mariani e altri racconti
Il giovane Mariani e altri racconti è il primo album in studio del rapper italiano Murubutu, pubblicato nel 2009 per l'etichetta discografica indipendente Mandibola Records/Irma Records.

## Tracce
Testi di Murubutu.
1. Introduzione – 1:39
2. Le invasioni barbariche (feat. DJ Caster) – 3:23
3. Tornava l'albatros – 4:21
4. Memorie di un povero naso (feat. Mastrosuono) – 3:39
5. I Maestri – 3:23
6. L'uomo senza volto (feat. Il Tenente, Yanez Muraca, U.G.O., DJ Gamon, DJ Caster) – 4:44 (testo: Il Tenente, U.G.O., Yanez Muraca, Murubutu)
7. Il sogno del pittore (interludio) – 2:15
8. L'uomo che non dimenticava nulla (feat. Vara) – 3:26 (testo: Vara, Murubutu)
9. Storia di Gino – 4:16
10. Tecnica ed equilibrio, pt.1 (feat. Malosmokie's, Fresh Frinetti, DJ T-Robb) – 4:38 (testo: Malosmokie's, Fresh Frinetti, Murubutu)
11. Jesus’ blues (feat. Il Tenente, Alle Basé) – 4:37 (testo: Il Tenente, Murubutu)
12. Tecnica ed equilibrio, pt.2 (feat. Nema, Dank) – 2:59 (testo: Nema, Dank, Murubutu)
13. La Murubeide (feat. Mastrosuono) – 3:25
14. Il giovane Mariani – 3:36
15. Conclusione – 4:27

Durata totale: 54:48

## Formazione
- Murubutu – voce
- DJ Caster – produzione (tracce 1, 5, 7, 14 e 15), scratch (tracce 2 e 6)
- Il Tenente – produzione (tracce 6 e 11), voce aggiuntiva (tracce 6 e 11)
- Molosmokie's – produzione (tracce 2, 8 e 9), voce aggiuntiva (traccia 10)
- U.G.O. – produzione (tracce 3, 4 e 13), voce aggiuntiva (traccia 6)
- DJ K.O. – produzione (tracce 10 e 12)
- DJ Gamon – basso elettrico (tracce 3 e 4), scratch (traccia 6)
- Mastrosuono – scratch (tracce 3, 4 e 13)
- DJ T-Robb – scratch (traccia 10)
- Yanez Maruca – voce aggiuntiva (traccia 6)
- Vara – voce aggiuntiva (traccia 8)
- Fresh Frinetti – voce aggiuntiva (traccia 10)
- Alle Basé – chitarra elettrica (traccia 11)
- Nama, Dank – voci aggiuntive (traccia 12)
- Tiziano Scalabrini, Gianni Bagnacani – chitarra, violino (traccia 15)